# 潘春源

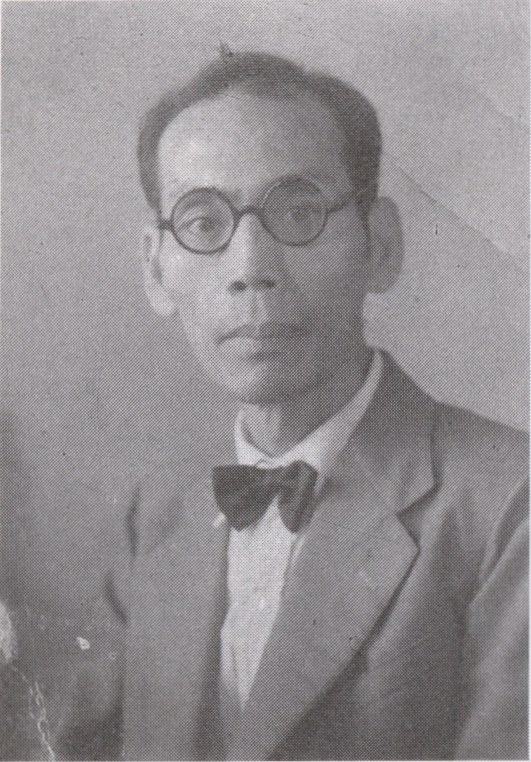
潘春源的肖像。

潘春源（1891年—1972年），原名潘聯科，又被稱作「科司」，字進盈或邨原，號春源，是一位出身臺南府城打石街的畫家。

## 生平
1891年（光緒十七年），潘聯科出生於臺南府城打石街（後臺南市公園路和民權路交叉口附近）一個商人家庭，父親潘照:79-80。他在童年時即對繪畫表現出天賦和興趣。11歲時，潘聯科自臺南第二公學校就讀；該校當時校舍設在臺南水仙宮之內。14歲時，潘聯科自臺南第二公學校退學，並開始自學書畫與漢學，且經常觀摩家裡附近中國大陸傳統工藝匠師工作。:801909年，潘聯科在開基三官廟旁開設「春源畫室」，以裱畫及繪畫為業。
學者蕭瓊瑞認為潘聯科在1909年受八吉境五帝廟邀請為其重新施作壁畫，於是開始他的廟宇彩繪工作:139；當時，臺南三山國王廟也在進行整修工程，潘聯科前往觀摩並向該廟聘請之潮汕地區匠師習得技藝。 且為探索對臺灣傳統民俗藝術，潘氏於 1924年及1926年二度前往廣州及泉州學習技藝與遊歷，並曾入汕頭集美美術學校學習研究水墨畫及炭精肖像畫。除了平時勤練繪畫與書法之外，潘氏還涉獵了音律和詩詞，他在1914年加入漢詩社團「經文社」以及「以和社」，並於閒暇時經常在畫室內即興演出。:80
在繪畫方面，潘聯科在1928年以畫作《牧場所見》入選第二屆臺灣美術展覽會（簡稱「台展」）。其後連續入選六屆台展，參選畫作主題多為家鄉景色的描繪，例如 1933年以《山村曉色》入選。前四屆以膠彩畫為創作媒介、後二屆則為水墨畫作，然而，潘春源在臺展入選的七幅畫，今大都佚失，現存作品只有《 牛車 》一圖。:81-82:1431928年潘聯科與林玉山等嘉南地區多位藝術家合組「春萌畫會」，來推動臺南嘉義兩地東洋畫風氣。而其寺廟彩繪在日治時期受皇民化運動影響而減少，並於第二次世界大戰後暫居於安平。
二戰後，潘春源分別為開基三官廟及八吉境五帝廟、善化慶安宮繪製壁畫、關廟山西宮、六甲媽祖廟绷廟宇繪製壁畫或門神彩繪。在1950，開始創作多幅山水畫，並受聘為臺南市美術展覽會國畫部評審委員，同時擔任臺南市國畫研究會顧問。而於1960年後，潘春源因其身體健康因素未再從事廟宇繪畫，但仍持續創作水墨畫直至1972年逝世為止。

## 繪畫作品
- 《牧場所見》，1928年入選第二屆台展[6]
- 《浴》，1929年入選第三屆台展[6]
- 《牛車》，1929年入選第三屆台展，是現存唯一的作品，由臺北市立美術館典藏[6][7]
- 《琴笙雅韻》，1930年入選第四屆台展[6]
- 《蘇武牧羊》，約1930年[8]
- 《婦女》，1931年入選第五屆台展[6]
- 《武帝》，1932年入選第六屆台展[6]
- 《關帝君》[3]
- 《山村曉色》，1933年入選第七屆台展[6]

## 建築彩繪作品

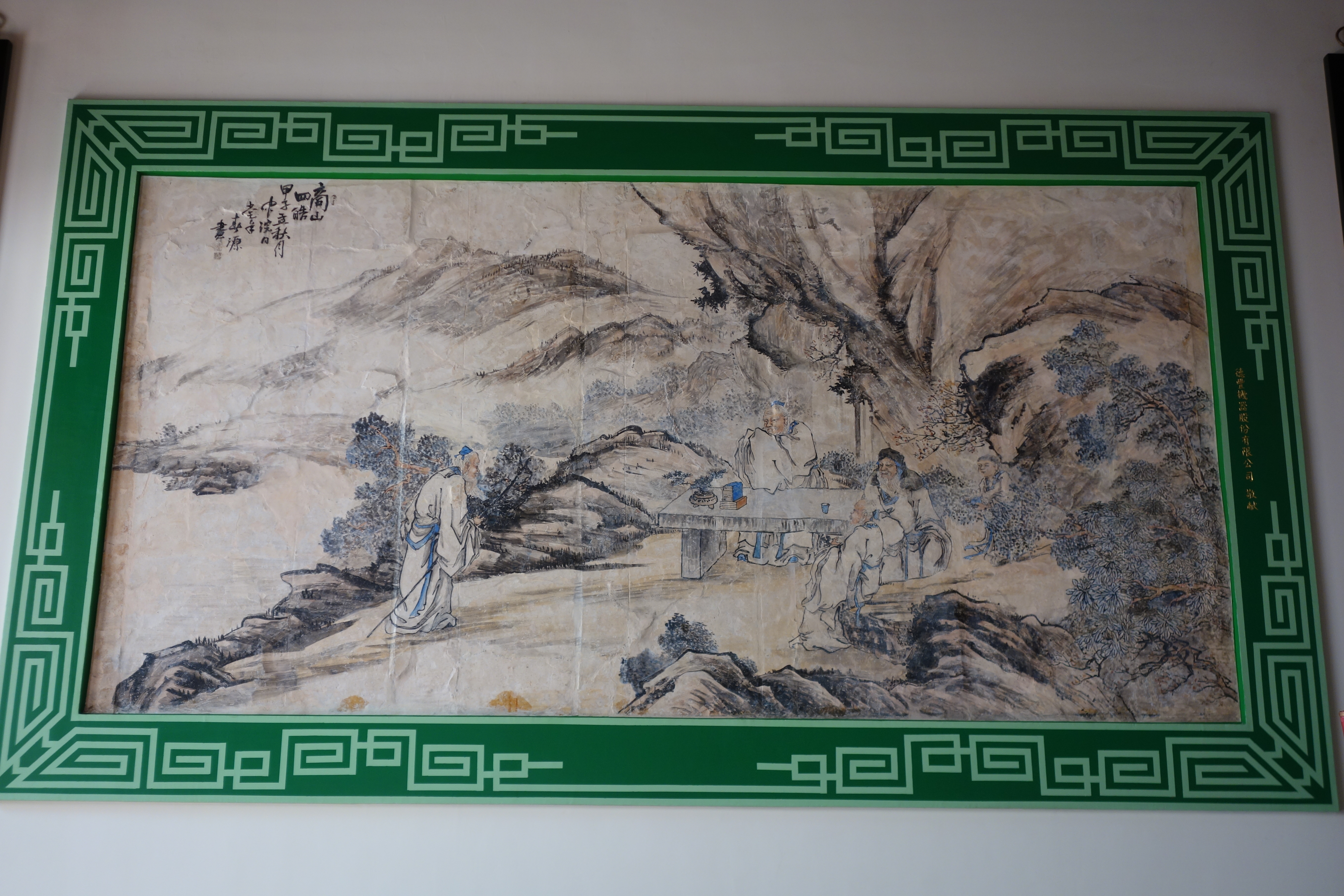
八吉境五帝廟內的潘春源作品。

潘春源的建築彩繪作品，具有文化資產身分之公開作品，今日可見者舉例如下。
- 八吉境五帝廟壁畫（1914年前後）
- 東門大人廟門神
- 佳里金唐殿壁畫（1928年）
- 永安黃家古厝（1930年），1962年由潘麗水重繪，現為高雄市歷史建築，未開放參觀[9]。
- 開基三官廟壁畫（1947年[3]）
- 八吉境五帝廟壁畫（1947年），已修復[6][10]
- 善化慶安宮正殿兩側壁畫（1952年），現為台南市市定古蹟[3][11]
- 六甲媽祖廟（恆安宮）門神（1958年）[3]
- 關廟山西宮門神（1958年）[3]

## 家人弟子
潘聯科長子潘麗水、次子潘瀛洲（1916年 - 2004年）等子女。後又有潘岳雄等孫子女，且其中數位皆繼承其技藝。弟子有曾竹根（1910年 - 1984年），字雲林 。 丁網（1912年 - 1972），字雲鵬，其子丁清石（1940年 - 2003年）、丁清山、丁清川亦為彩繪匠師。

## 落款
- 「嵌城春源畫室」
- 「雲山畫室」[4]
- 「邨原」

## 外部連結
- 工藝傳家系列特展參 - THE WEBSITE ncfta.gov.tw
- 藝論紛紛－潘岳雄彩繪- YouTube
- 潘岳雄大師的訪談- YouTube
- 府城人物采風 （页面存档备份，存于）